# Genneville
Genneville – miejscowość i gmina we Francji, w regionie Normandia, w departamencie Calvados.
Według danych na rok 1990 gminę zamieszkiwały 472 osoby, a gęstość zaludnienia wynosiła 50 osób/km² (wśród 1815 gmin Dolnej Normandii Genneville plasuje się na 462. miejscu pod względem liczby ludności, natomiast pod względem powierzchni na miejscu 548.).